# 12월 21일
12월 21일은 그레고리력으로 355번째(윤년일 경우 356번째) 날에 해당한다.

## 사건
- 69년 - 네 명의 황제의 해: 베스파시아누스가 원로원에서 황제로 승인되다.
- 1844년 - 로치데일 공정 선구자 협동조합 설립.
- 1872년 - 영국의 범선 '챌린저호'가 세계일주와 심해탐사를 목적으로 포츠머스를 출항.
- 1891년 - 제임스 네이스미스가 고안한 농구의 시합이 처음으로 행해지다.
- 1912년 - 일본에서 가쓰라 다로가 제15대 내각총리대신에 취임해, 제3차 가쓰라 내각이 발족.
- 1941년 - 제2차 세계대전: 일본과 타이 사이에 일태동맹이 체결되다.
- 1945년 - 에콰도르, 이라크, 유엔 가입.
- 1946년 - 쇼와 난카이 지진이 발생.
- 1958년 - 프랑스 제5공화국 첫 대통령 선거. 샤를 드 골이 당선.
- 1970년 - 미국 해군의 초음속 전투기 F-14 톰캣이 첫비행에 성공하다.
- 1972년 - '동서 독일 기본 조약' 조인. 관계 정상화.
- 1973년 - 오가사와라제도·니시노섬의 옆에 해저 화산 활동에 의해 출현한 니이지마를 니시노섬 신토로 명명.
- 1988년 - 팬암 항공 103편 폭파 사건.
- 1991년 - 소련 붕괴: 알마티에서 소비에트 사회주의 연방공화국을 구성하는 11 공화국의 수뇌에 의한 회의가 열려 소비에트 사회주의 연방공화국의 소멸을 결의. (알마아타 조약)
- 2006년 - 용산 초등학생 살해 사건이 발생했다.
- 2012년 - 마야 달력에서 13번째 박툰 (baktun)의 마지막 날 이를 근거로 이 날에 세계 최후의 날(마지막 날)을 뜻하는 2012년 종말론이 나타남.
- 2017년 - 제천 스포츠센터 화재로 사상자 65명(29명 사망) 발생함.

## 문화
- 1620년 - 필그림 파더스가, 현재 플리머스 바위로서 알려진 바위에 상륙.
- 1913년 - 아서 윈이 뉴욕 월드 지에 처음으로 크로스워드 퍼즐을 기고하다.
- 1937년 - 그림 형제의 동화를 원작으로 한 월트 디즈니의 만화 영화 《백설공주와 일곱 난장이》가 개봉되다.
- 1968년 - NASA가 세계 최초의 유인월 주회 우주선 '아폴로 8호'를 발사.
- 2010년 - 경춘선 상봉역 ~ 춘천역간 복선전철이 개통되었다.
- 2019년 -
  - KBS 연예대상에서 슈퍼맨 아빠들(도경완, 문희준, 박주호, 샘 해밍턴, 홍경민)이 대상수상 하였다.
  - ● 서울 지하철 6호선 신내역이 개통되었다.
- 2024년 -
  - 대구 도시철도 1호선 안심 ~ 하양 구간이 개통되었다.
  - 울산에서 27년 만에 시내버스 노선이 대대적으로 개편되었다.

## 탄생
- 1527년 - 조선의 성리학자 기대승. (~1572년)
- 1568년 - 일본의 센고쿠 시대 무장 구로다 나가마사. (~1623년)
- 1603년 - 영국의 개신교 신학자 로저 윌리엄스. (~1683년)
- 1639년 - 프랑스의 극작가 장 라신. (~1699년)
- 1758년 - 프랑스의 장군 장바티스트 에블레. (~1812년)
- 1804년 - 영국의 정치인, 작가 벤저민 디즈레일리. (~1881년)
- 1820년 - 대한제국 초대 황제의 아버지, 흥선대원군. (~1898년)
- 1909년 - 일본의 작가, 언론인 마쓰모토 세이초. (~1992년)
- 1913년 - 대한민국의 소설가, 시인 김동리. (~1995년)
- 1921년 - 대한민국의 비전향 장기수 권오석. (~1971년)
- 1917년 - 독일의 작가 하인리히 뵐. (~1985년)
- 1918년 - 유엔 사무총장·오스트리아의 대통령 쿠르트 발트하임. (~2007년)
- 1919년 - 대한민국의 역사학자 전해종. (~2018년)
- 1922년 - 대한민국의 오르간 연주자 박재훈. (~2021년)
- 1935년 - 미국의 영화 감독 존 G. 아빌드센. (~2017년)
- 1937년
  - 미국의 배우 제인 폰다.
  - 이스라엘의 정치인 다비드 레비. (~2024년)
- 1941년 - 대한민국의 법조인, 국제사회지도자 송상현.
- 1942년 - 중국의 제6대 주석, 정치인 후진타오.
- 1944년 - 대한민국의 액션 무술 영화 배우 황정리.
- 1946년 - 미국의 정치인, 아프리카계 미국인 처음으로 선출된 잭슨의 시장 하비 존슨.
- 1948년
  - 대한민국의 가수 배인순.
  - 미국의 영화 배우, 영화 제작자. 새뮤얼 L. 잭슨.
- 1949년
  - 일본의 만화가 히지리 유키. (~2022년)
  - 부르키나파소의 정치인 토마 상카라. (~1987년)
- 1954년 - 미국의 전 테니스 선수 크리스 에버트.
- 1957년 - 미국의 희극인 레이 로마노.
- 1958년 - 대한민국의 공무원, 기업인 이호철.
- 1959년
  - 대한민국의 배우 이영석.
  - 미국의 육상 선수 플로렌스 그리피스조이너. (~1998년)
- 1960년 - 대한민국의 전 야구 선수 이상윤.
- 1961년
  - 대한민국의 언론인, 대학 교수, 정치인 성창경.
  - 일본의 레슬링 선수 사토 미쓰루.
- 1963년 - 대한민국의 소설가, 대학강사 김기우.
- 1966년
  - 대한민국의 법조인, 정치인 이건태.
  - 잉글랜드 태생의 캐나다 배우 키퍼 서덜랜드
- 1967년
  - 일본의 가수 마사무네. (스피츠)
  - 조지아의 대통령 미헤일 사카시빌리.
- 1968년
  - 미국의 성우 스파이크 스펜서.
  - 쿠바의 레슬링 선수 윌베르 산체스.
- 1969년
  - 대한민국의 가수, 안무가 강원래.
  - 대한민국의 아나운서 김완태.
  - 미국의 배우 줄리 델피.
- 1970년 - 일본의 야구 선수 다니시게 모토노부.
- 1974년 - 대한민국의 성우 사성웅.
- 1975년 - 벨기에의 정치인 샤를 미셸.
- 1976년 - 대한민국의 의사 이윤정.
- 1977년
  - 프랑스의 제25대 대통령 에마뉘엘 마크롱.
  - 미국의 야구 선수 버디 칼라일.
  - 미국의 야구 선수 프레디 산체스.
- 1978년
  - 일본의 배우, 비디오 호조 마키.
  - 대한민국의 뮤지컬연출가 장혜린.
- 1979년 - 미국의 전 가수 차유미.
- 1980년 - 대한민국의 배우 윤정희.
- 1981년 - 대한민국의 변호사 박서영.
- 1982년
  - 대한민국의 배우 한승현.
  - 대한민국의 배우 김혁.
- 1983년
  - 미국의 배우 스티븐 연.
  - 대한민국의 미스코리아 최윤영.
- 1984년
  - 대한민국의 야구 선수 고창성 (NC 다이노스).
  - 대한민국의 배우 김산.
- 1985년
  - 일본의 배우 야나기 고타로.
  - 대한민국의 광고인 신현우.
- 1986년 - 대한민국의 가수 성희.
- 1987년
  - 대한민국의 피아노연주가 강지혜.
  - 대한민국의 배우 심영은.
- 1988년
  - 대한민국의 야구 선수 임현준.
  - 일본의 축구 선수 마쓰우라 다쿠야.
- 1989년
  - 대한민국의 배우 김경남.
  - 대한민국의 축구 선수 이호승.
  - 미국의 작가, 코미디언 퀸터 브런슨.
- 1990년
  - 대한민국의 가수 원주.
  - 대한민국의 가수 정원준.
- 1991년 - 대한민국의 가수 김형태.
- 1992년
  - 대한민국의 래퍼 서출구.
  - 대한민국의 유튜버 진렬이.
- 1993년
  - 일본의 성우 루팅.
  - 대한민국의 야구 선수 김주현.
- 1994년
  - 대한민국의 야구 선수 최원준.
  - 가나의 축구 선수 대니얼 아마티.
- 1995년 - 대한민국의 래퍼 BOBBY (iKON).
- 1996년
  - 대한민국의 가수 김도희 (소나무).
  - 미국의 배우 케이틀린 디버.
  - 잉글랜드의 축구 선수 벤 칠웰.
  - 일본의 아이돌 마자링. (AKB48)
- 1997년 - 미국의 야구 선수 조시아 그레이.
- 1998년
  - 대한민국의 가수 허회경.
  - 대한민국의 배우 하서윤.
  - 중화인민공화국의 가수 렉시 리우.
- 1999년 - 대한민국의 배우 황보름별.
- 2000년 - 대한민국의 배우 임채현.
- 2001년 - 대한민국의 축구 선수 김태현.
- 2004년 - 대한민국의 가수 한음.

## 사망
- 1375년 - 이탈리아의 소설가 조반니 보카치오. (1313년~)
- 1488년 - 조선 전기의 왕족, 성종의 친형 월산대군. (1455년~)
- 1890년 - 덴마크의 배우 요하네 루이세 헤이베르. (1812년~)
- 1940년 - 미국의 소설가 F. 스콧 피츠제럴드. (1896년~)
- 1945년 - 미국의 장군 조지 S. 패튼. (1885년~)
- 1961년
  - 대한민국의 언론인 조용수. (1930년~)
  - 대한민국의 정치 깡패 곽영주. (1924년~)
  - 대한민국의 정치 깡패 임화수. (1921년~)
- 1970년 - 중화민국의 정치인 오쓰키 가오루. (1888년~)
- 1972년 - 독일의 군인 파울 하우서. (1880년~)
- 1974년 - 대한민국의 정치인 최석림. (1922년~)
- 2006년 - 투르크메니스탄의 대통령 사파르무라트 니야조프. (1940년~)
- 2012년 - 대한민국의 야구 선수 이두환. (1988년~)
- 2019년 - 잉글랜드의 축구 선수 마틴 피터스. (1943년~)
- 2020년 - 대한민국의 소설가 남정현. (1933년~)
- 2021년 - 대한민국의 축구 선수, 축구 감독 박세학. (1936년~)
- 2022년 - 미국의 영화배우 다이안 맥베인. (1941년~)
- 2023년 - 미국의 경제학자 로버트 솔로. (1924년~)
- 2024년 - 미국의 영화배우 아트 에반스. (1942년~)

## 기념일
- 선조의 날(Forefathers' Day): 플리머스, 미국

## 같이 보기
- 전날: 12월 20일 다음날: 12월 22일 - 전달: 11월 21일 다음달: 1월 21일
- 음력: 12월 21일
- 모두 보기